# Catecismo Menor de Lutero
El Catecismo Menor de Lutero (en alemán: Der Kleine Katechismus) es un catecismo escrito por Martín Lutero y publicado en 1529 para la instrucción de niños. Contiene los Diez Mandamientos, el Credo de los apóstoles, el Padre nuestro, el bautismo, el oficio del poder de las llaves y la confesión, y el sacramento de la eucaristía. Está incluido en el Libro de la Concordia y continúa siendo usado en la actualidad por las iglesias luteranas para la educación y la confirmación de los jóvenes. Fue obligatorio para los confirmados en la Iglesia de Suecia hasta la década de 1960.

## Origen y contenido
En sus viajes de visita en 1528, Lutero reconoció que la gente de la iglesia solo tenía un conocimiento incompleto de la fe cristiana y las ideas de la Reforma. Por eso reformuló sus propios sermones sobre el tema del catecismo para lo que más tarde se conocería como el Catecismo Mayor. 
Sin embargo, incluso antes de que esto terminara, Lutero decidió crear primero fundaciones muy elementales. Las primeras impresiones de panel de las piezas individuales de catecismo se publicaron en enero de 1529, impresas por el impresor de Wittenberg, Nickel Schirlenz. En mayo, un mes después de publicar el Catecismo Mayor, se publicó todo el Catecismo Menor. En el prefacio, Lutero declaró que el objetivo del libro era ayudar a los pastores con la enseñanza y proporcionar a los padres de familia una base para instruir a los miembros de su familia (esto también incluía a los sirvientes en ese momento) en la fe cristiana.
Incluso antes del Catecismo Menor, había catecismos que incluían los Diez Mandamientos, el Credo y el Padre Nuestro. Lutero amplió el catecismo para incluir los sacramentos del Bautismo, la Última Cena y la Confesión, de modo que el Catecismo Menor cubre los siguientes temas:
- los Diez Mandamientos
- el Credo
- el Padre nuestro
- el sacramento del santo bautismo
- el sacramento del altar o la sagrada comunión
- el oficio de llaves o confesión (añadido más adelante, inicialmente no forma parte del núcleo del Catecismo Menor)

El Catecismo Menor comienza con un prefacio y luego trata los temas en secciones individuales (piezas principales). Los Diez Mandamientos, el Credo y el Padre nuestro se enumeran en su totalidad. Además, ellos, así como los otros temas, se explican brevemente en forma de preguntas y respuestas.

## Post-historia
El Catecismo Menor fue incluido en el Libro de la Concordia en 1580 y ha sido un documento confesional desde entonces. Esto significó que su redacción fue canonizada de alguna manera . En la época del pietismo y la Ilustración, los catecismos más detallados, que a menudo se basaban en el Catecismo Menor, se usaban principalmente con fines didácticos . No fue hasta el neo-luteranismo del siglo XIX y nuevamente en la lucha de la iglesia que se revalorizó el Catecismo Menor.
El Catecismo Menor sirvió como un libro de texto elemental para las lecciones escolares, con la ayuda del cual se aprendió a leer y escribir, no solo en el área de habla alemana. Las traducciones del Catecismo Menor a las lenguas bálticas ya se pueden documentar para el año 1545. En el siglo XVI, aparecieron traducciones al polaco, letón, esloveno y también al sueco. En el siglo XVIII se tradujo al árabe. Una edición china apareció en 1843 y una edición japonesa cien años después.